# Самосата
Самоса́та (дав.-гр. Σαμόσατα) — головне місто стародавньої провінції і царства Коммагени, на західному березі Євфрату, батьківщина святого Романа, давньогрецького письменника Лукіана та Павла Самосатського, послідовники якого називали себе самосатцями. Було розміщене на території сучасної Туреччини, провінції Адияман.
Місто було затоплене внаслідок будівництва греблі Ататюрка; населення переселили до новозведеного міста Самсат.